# Список потерь советской авиации в Корейской войне (1951)
В данном списке перечислены потери боевой авиации СССР в ходе Корейской войны за 1951 год.
Все данные базируются на книге Игоря Сейдова «„Красные дьяволы“ в небе Кореи. Советская авиация в войне 1950—1953 гг. Хроника воздушных сражений» (М.: Яуза; Эксмо, 2007), являющейся на 2007 год, по всей видимости, наиболее полной работой, посвящённой действиям советской авиации в Корее.
Потери указаны в следующем формате: дата; звание и имя пилота; подразделение (авиаполк или дивизия); причина потери; судьба пилота. Тип самолёта не указан, поскольку все приведённые в списке самолёты являются истребителями МиГ-15. Приведены все боевые и небоевые потери, подробности которых известны. Необходимо отметить, что в книге Сейдова описываются не все потери, понесённые 64-й истребительным авиакорпусом; в частности, он отмечает, что ему неизвестна точная цифра потерь за октябрь 1951 года, но, по приблизительной оценке, было потеряно 10—12 самолётов (в тексте книги приводятся подробности потери 8 самолётов). Несмотря на это, в большинстве случаев данные Сейдова совпадают с доступной ему помесячной статистикой 64-го авиакорпуса.
Согласно официальным данным ВВС США, в воздушных боях самолётами Военно-воздушных сил было сбито 827 истребителей типа МиГ-15. Однако действительные потери авиации СССР, Китая и Северной Кореи составили 566 самолётов, причём не все из них — МиГ-15. Как показывает книга Сейдова, в большинстве случаев завышенные данные о воздушных победах объяснялись тем, что американским пилотам повреждённые самолёты противника засчитывались как сбитые. По всей вероятности, уточнение числа побед затруднялось тем, что американская авиация вела боевые действия над территорией противника, что исключало возможность привлечения наземных наблюдателей и поиска обломков сбитых самолётов.
Сокращения:
- иап — истребительный авиаполк
- гиап — гвардейский истребительный авиаполк

Списки по годам: 1950 - 1951 - 1952 - 1953

## Потери

### Январь 1951
23 января
- Капитан Гребенкин Г. М. (29-й гиап). Сбит F-84 в районе Сингисю. Пилот погиб.

### Февраль 1951
23 февраля
- Капитан Гордеев И. И. (28-й гиап). Сбит F-80 в районе Ансю. Пилот катапультировался и выжил.

### Март 1951
12 марта
- Старший лейтенант Бушмелев В. Ф. (28-й гиап). В ходе боя в районе Сингисю столкнулся с самолётом старшего лейтенанта Сокова. Пилот погиб.
- Старший лейтенант Соков В. П. (28-й гиап). В ходе боя в районе Сингисю столкнулся с самолётом старшего лейтенанта Бушмелева. Пилот погиб.

17 марта
- Капитан Дубровин В. М. (72-й гиап). В ходе боя столкнулся с землёй. Пилот погиб.

24 марта
- Старший лейтенант Савинов Ю. П. (72-й гиап). Сбит F-86 или не справился с управлением в ходе боя. Пилот погиб.

### Апрель 1951
3 апреля
- Старший лейтенант Никитченко П. Д. (176-й гиап). Сбит F-86 в районе Сенсен. Пилот погиб.
- Старший лейтенант Вердыш А. П. (176-й гиап). Подбит F-86 в районе Аньдун, совершил вынужденную посадку с отказавшим двигателем, списан из-за боевых повреждений. Пилот выжил.
- Старший лейтенант Рейтаровский Б. Г. (176-й гиап). Подбит F-86 в районе Аньдун, совершил вынужденную посадку с отказавшим двигателем, списан из-за боевых повреждений. Пилот выжил.

7 апреля
- Старший лейтенант Андрушко Н. Е. (196-й иап). Сбит F-84 в районе Синыйджу. Пилот катапультировался и выжил.

9 апреля
- Лейтенант Негодяев В. Ф. (176-й гиап). Совершил вынужденную посадку в районе Сингисю после отказа двигателя, разбит. Пилот выжил.
- Старший лейтенант Слабкин Ф. В. (176-й гиап). Сбит F-86. Пилот погиб.

22 апреля
- Капитан Самусин Е. Н. (196-й иап). Сбит F-86 в районе Сингисю. Пилот катапультировался и выжил.

24 апреля
- Капитан Мурашов В. Г. (176-й гиап). Сбит F-86 в районе Сенсен. Пилот катапультировался и выжил.

### Май 1951
1 мая
- Старший лейтенант Никулин П. Ф. (176-й иап). Сбит F-86 в районе Тайсен. Пилот катапультировался и выжил.

20 мая
- Капитан Назаркин В. А. (196-й иап). Сбит F-86 в районе Тецузан. Пилот катапультировался и выжил.

31 мая
- Подполковник Перевозчиков П. А. (196-й иап). Сбит F-86 в районе Ансю. Пилот погиб при катапультировании.

### Июнь 1951
1 июня
- Старший лейтенант Стельмах Е. М. (18-й гиап). Сбит F-86. Пилот катапультировался и погиб на земле.

5 июня
- Подполковник Дзюбенко (196-й иап). Разбился при посадке на аэродром Аньдун после учебного боя. Пилот погиб.

17 июня
- Старший лейтенант Щукин Л. К. (18-й гиап). Сбит F-86 в районе Сенсен. Пилот катапультировался и выжил.

18 июня
- Капитан Субботин С. Ф. (176-й гиап). Столкнулся с F-86 в ходе боя в районе Сенсен. Пилот катапультировался и выжил.

20 июня
- Капитан Скидан А. Д. (18-й гиап). Сбит F-86 в районе Сингисю. Пилот катапультировался и выжил.

22 июня
- Старший лейтенант Плиткин А. А. (176-й гиап). Сбит F-86 в районе Сенсен. Пилот катапультировался и выжил.

23 июня
- Лейтенант Негодяев В. Ф. (176-й гиап). Сбит «дружественным огнём» северокорейской зенитной артиллерии в районе Сенсен. Пилот погиб.

25 июня
- Старший лейтенант Агеев Н. А. (18-й гиап). Подбит F-86, разбился при посадке в Аньдун. Пилот погиб.

26 июня
- Старший лейтенант Агранович Е. Н. (17-й иап). Сбит F-84. Пилот погиб.

### Июль 1951
8 июля
- Старший лейтенант Обухов А. А. (523-й иап). Сбит F-86. Пилот погиб.
- Капитан Павловский П. П. (523-й иап). Сбит F-86. Пилот катапультировался и выжил.

11 июля
- Старший лейтенант Ларионов И. В. (196-й иап). Сбит F-86 в районе Сенсен, упал в море. Пилот числится пропавшим без вести.
- Старший лейтенант Образцов Б. А. (176-й гиап). Сбит F-86 в районе Сяренкан. Пилот выпрыгнул с парашютом, умер от полученных ранений.

### Август 1951
18 августа
- Старший лейтенант Гаврильченко Н. С. (18-й гиап). Подбит F-86, разбился при посадке. Пилот выжил.

19 августа
- Капитан Сохань В. А. (18-й гиап). Сбит F-86 в районе Тэйсю. Пилот катапультировался и выжил.
- Лейтенант Кондрашов В. Т. (18-й гиап). Сбит F-86 в районе Тэйсю. Пилот катапультировался и выжил.

24 августа
- Лейтенант Свистун Г. К. (523-й иап). Сбит F-86 в районе Хакусен. Пилот погиб при катапультировании.
- Лейтенант Шеварев А. М. (523-й иап). Сбит F-86 в районе Хакусен. Пилот катапультировался и выжил.

### Сентябрь 1951
2 сентября
- Старший лейтенант Акатов В. С. (18-й гиап). Сбит F-86. Пилот погиб.
- Старший лейтенант Колпиков С. Т. (18-й гиап). Сбит F-86. Пилот погиб.

9 сентября
- Старший лейтенант Андрушко Н. Е. (196-й иап). Сбит F-86 в районе Ансю. Пилот катапультировался и выжил.

11 сентября
- Лейтенант Божко А. Т. (17-й иап). Сбит предположительно «дружественным огнём» китайской зенитной артиллерии. Пилот катапультировался и выжил.

19 сентября
- Капитан Тюляев И. И. (523-й иап). Сбит F-84 в районе Ансю. Пилот катапультировался и выжил.

### Октябрь 1951
1 октября
- Капитан Павловский П. П. (523-й иап). Сбит F-86 в районе Сюкусен. Пилот катапультировался и выжил.

2 октября
- Старший лейтенант Москвичев С. З. (523-й иап). Сбит F-86. Пилот катапультировался и выжил.
- Капитан Морозов И. Н. (17-й иап). Сбит F-86 в районе Тэйсю. Пилот погиб.

12 октября
- Капитан Бабонин Н. В. (18-й гиап). Сбит F-86. Пилот катапультировался и выжил.

23 октября
- Старший лейтенант Хуртин В. М. (523-й иап). Сбит F-86. Пилот погиб.

24 октября
- Старший лейтенант Дьяченко Г. Х. (523-й иап). Сбит F-86 в районе Дзюнсен. Пилот катапультировался и выжил.

26 октября
- Старший лейтенант Шебанов Ф. Д. (196-й иап). Сбит F-86 в районе Ансю. Пилот погиб.
- Старший лейтенант Корданов Б. А. (17-й иап). Сбит F-86 в районе Сюкусен. Пилот катапультировался и выжил.

### Ноябрь 1951
2 ноября
- Старший лейтенант Шулятьев А. И. (18-й гиап). Сбит F-86. Пилот погиб.

4 ноября
- Капитан Митрофанов Н. И. (523-й иап). Сбит F-86 в районе Ансю. Пилот катапультировался и выжил.
- Старший лейтенант Филимонов В. П. (523-й иап). Сбит F-86. Пилот числится пропавшим без вести.

8 ноября
- Старший лейтенант Гаврильченко Н. С. (18-й гиап). Сбит F-86 в районе Ансю. Пилот катапультировался и выжил.
- Старший лейтенант Травин А. Ф. (196-й иап). Сбит F-86. Пилот погиб.

26 ноября
- Старший лейтенант Крупчатников С. Д. (523-й иап). Самолёт потерян из-за остановки двигателя в бою в районе Дзюнсен. Пилот катапультировался и выжил.

27 ноября
- Старший лейтенант Вердыш А. П. (176-й гиап). Сбит F-86. Пилот катапультировался и выжил.
- Старший лейтенант Есипко А. И. (176-й гиап). Сбит F-86. Пилот катапультировался и выжил.

28 ноября
- Старший лейтенант Достоевский А. М. (196-й иап). Сбит F-86. Пилот катапультировался и выжил.
- Старший лейтенант Шаталов Г. Т. (523-й иап). Сбит F-86 в районе Дзюнсен. Пилот погиб при катапультировании.

### Декабрь 1951
5 декабря
- Старший лейтенант Рыжков А. Д. (196-й иап). Сбит F-86. Пилот погиб.
- Старший лейтенант Батуров А. И. (18-й гиап). Подбит F-86, остановка двигателя на подлёте к аэродрому. Пилот погиб при катапультировании.

11 декабря
- Старший лейтенант Зыков М. А. (523-й иап). Сбит F-86 в районе Ансю. Пилот катапультировался и выжил.
- Старший лейтенант Овчинников А. П. (196-й иап). Сбит F-86. Пилот катапультировался и выжил.

13 декабря
- Старший лейтенант Горский И. А. (18-й гиап). Сбит (очевидно, F-86). Пилот катапультировался и выжил.

28 декабря
- Старший лейтенант Шестопалов В. Н. (17-й иап). Сбит F-86. Катапультировался и выжил.

## Общая статистика
По данным Сейдова, за 1951 год 64-й истребительный авиакорпус потерял около 70 самолётов и 29 пилотов. В нижеприведённой таблице обобщены данные списка. 
| 1951     | Потери самолётов | Потери пилотов |
| -------- | ---------------- | -------------- |
| Январь   | 1                | 1              |
| Февраль  | 1                | —              |
| Март     | 4                | 4              |
| Апрель   | 8                | 2              |
| Май      | 3                | 1              |
| Июнь     | 9                | 5              |
| Июль     | 4                | 3              |
| Август   | 5                | 1              |
| Сентябрь | 5                | 2              |
| Октябрь  | 8                | 3              |
| Ноябрь   | 10               | 4              |
| Декабрь  | 6                | 2              |
| Итого    | 64               | 28             |